# Laurel (Münze)
Laurel (engl. für Lorbeer) ist der Name einer unter dem englischen König Jakob I. zwischen 1619 und 1625 geprägten Goldmünze. Der Name leitet sich davon ab, dass die Vorderseite der Münze die Büste Jakobs mit einem Lorbeerkranz zeigte. Noch nie zuvor war ein englischer König auf diese Weise auf einer Münze dargestellt worden.
Der Laurel wog 8,71 Gramm und war rund 910/1000 fein. Der Wert der Münze entsprach 20 Schilling.
Im deutschsprachigen Raum war der Laurel auch als Jacobus oder Jakobiner bekannt.
Vorgänger und gleichzeitig Nachfolger des Laurels war die Unite.